# ادوارد باول
ادوارد ال. جی. باول (یا تد باول) متولد ۱۹۴۳ در لندن، ستاره‌شناس آمریکایی است. بول در مدرسه امانول، لندن - کالج یونی‌ورسیتی، لندن - دانشگاه پاریس آموزش دید.
او مدیر پروژه «جستجوی اجرام نزدیک به زمین» رصدخانه لاول بود.
او تعداد زیادی سیارک در پروژه «جستجوی اجرام نزدیک به زمین» و نیز در تلاش‌های شخصی‌اش قبل از شروع این پروژه کشف کرده‌است.
او همچنین دنباله‌دار دوره‌ای ۱۴۰پی/باول-اسکیف را به طور مشترک و دنباله‌دار غیر دوره‌ای سی/۱۹۸۰ ای۱ را به تنهایی کشف کرده‌است.